# Nannestad
Nannestad ist eine Kommune in der Provinz (Fylke) Akershus in Norwegen.
Die Kommune besteht aus großen Landwirtschaftsgebieten und viel Wald, was auch das dortige Wirtschaftsleben prägt.
Nannestad liegt im nordwestlichen Teil von Øvre Romerike und grenzt an Hurdal, Eidsvoll, Ullensaker, Gjerdrum, Nittedal, Lunner und Gran in der Provinz Innlandet.
Die Gemeinde besteht aus vier Pfarrbezirken – von Süden nach Norden sind das Holter, Nannestad, Maura und Stensgård. Der mit 720 m höchste Punkt ist der Marifjell im Pfarrbezirk Maura.

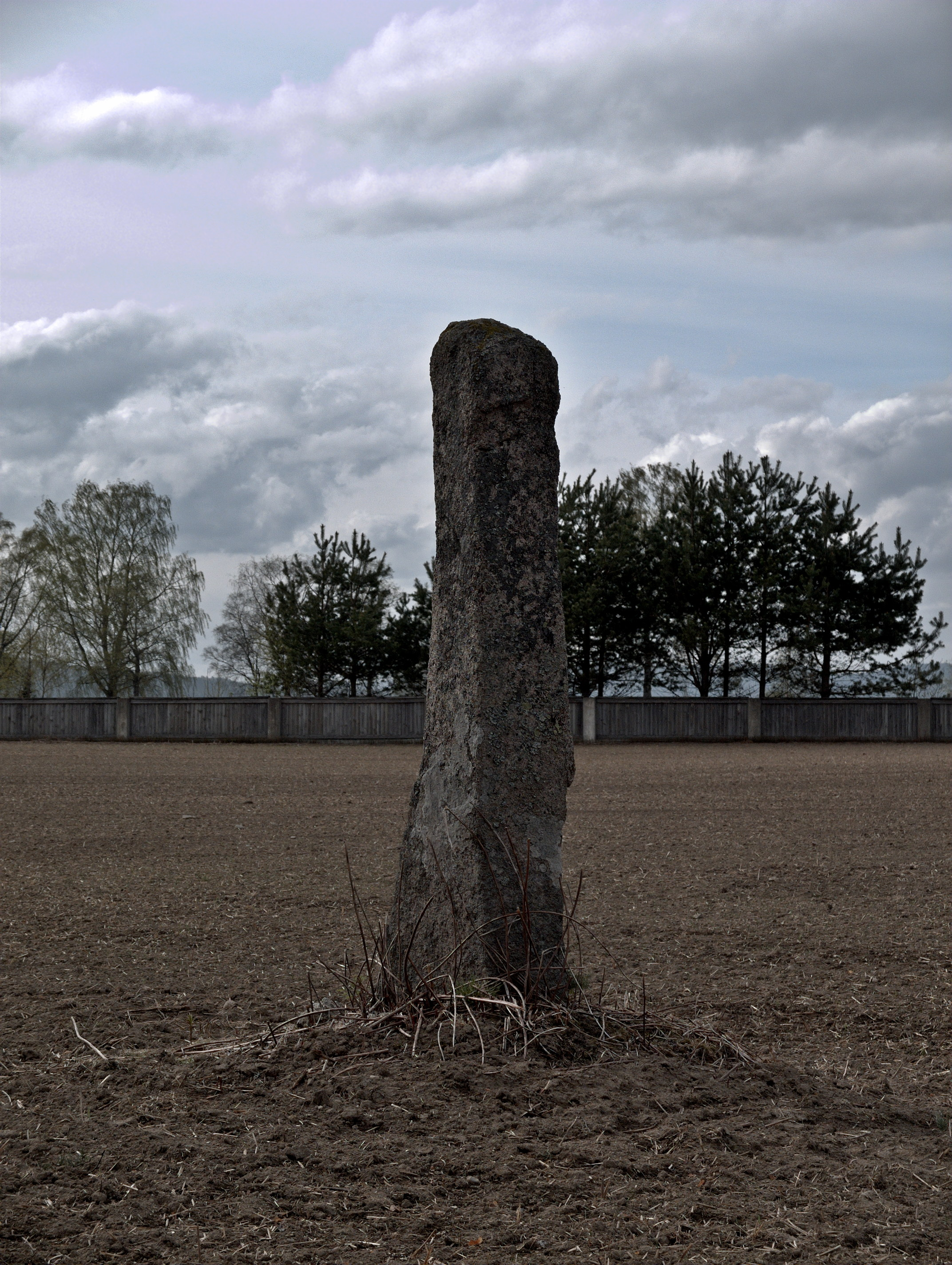
Der Vigstein, ein Bautastein in Nannestad

## Persönlichkeiten
- Knut Tangen (1928–2007), Eisschnellläufer